# Sortosa spectabilis
Sortosa spectabilis là một loài Trichoptera thuộc họ Philopotamidae. Chúng phân bố ở vùng Tân nhiệt đới.